# Mavhinje
Mavhinje (italijansko Malchina, nekoč Manchinie in Mauchinie) je kraško naselje nad Sesljanom na slovenskem etničnem ozemlju v Občini Devin - Nabrežina. Po podatkih ima 239 prebivalcev.

## Zgodovina
Prva naselbina na tem območju je bila ustanovljena okoli leta 1000, čeprav je bila prvič omenjena leta 1113 pod imenom Malchinasella. Vaška cerkev, posvečena sv. Miklavžu, škofu, je bila zgrajena leta 1305, čeprav se domneva, da je že leta 1000 obstajala cerkev, posvečena sv. Dominiki iz Tropeje. Območje je bilo med letoma 1476 in 1483 izpostavljeno turškim vpadom.
Leta 1856 so postale samostojna občina, ki je vključevala tudi Cerovlje, Sesljan in Vižovlje.
Občina Mavhinje je bila ukinjena leta 1928 in združena z občinami Nabrežina, Devin, Šempolaj in Slivno v novo Občino Devin - Nabrežina.
Vas so 16. avgusta 1944 opustošile nacistične enote kot maščevanje za podporo prebivalcev partizanom.

## Zanimivosti
V Mavhinjah se odvija Zamejski festival amaterskih dramskih skupin, ki je prvič zaživel leta 1995 in so si ga zamislili v Športno kulturnem društvu Cerovlje Mavhinje.

## Znani krajani

### Rojeni v Mavhinjah
- Anton Urdih (1795-1865), rimokatoliški duhovnik
- Janko Furlan (1888-1967), učitelj, publicist in gospodarski organizator
- Emil Semolič (1901-1973), slovenski društveni delavec

## Galerija
- Dvojezični cestni znak za osmico
- Kmečki mejni prehod Mavhinje
- Odsek pokrajinske ceste 4 (SP4) pri Mavhinjah
- Nekdanja mavhinjska mestna hiša